# Гжельський ярус
| Система/ Період | Відділ/ Епоха      | Ярус/ Вік          | Вік (млн років) | Вік (млн років) |
| --- | ------------------ | ------------------ | --------------- | --------------- |
| Перм, P | Цисуралій, P1      | Ассельський, P1    | молодше         | молодше         |
| Карбон, C | Пенсильваній*      | Гжельський, C3g    | 298,9           | 303,7           |
| Карбон, C | Пенсильваній*      | Касимовський, C3k  | 303,7           | 307,0           |
| Карбон, C | Пенсильваній*      | Московський, C2m   | 307,0           | 315,2           |
| Карбон, C | Пенсильваній*      | Башкирський, C2b   | 315,2           | 323,2           |
| Карбон, C | Міссісіпій*        | Серпуховський, C1s | 323,2           | 330,9           |
| Карбон, C | Міссісіпій*        | Візейський, C1v    | 330,9           | 346,7           |
| Карбон, C | Міссісіпій*        | Турнейський, C1t   | 346,7           | 358,9           |
| Девон, D | Верхній/Пізній, D3 | Фаменський, D3fm   | древніше        | древніше        |
| Примітки і коментаріПідрозділи XXX системи наведені згідно МКС, станом на 2018 рік. * - Пенсильваній і міссісіпій не є окремими епохами/відділами, а підперіодами/підсистемами кам'яновугільного періоду. Геологічними епохами/відділами є верхній, середній, нижній пенсильваній та верхній, середній, нижній міссісіпій. |                    |                    |                 |                 |
| п о р |                    |                    |                 |                 |

Гжельський вік і ярус — верхній геологічний ярус верхнього відділу кам'яновугільної системи.
Отримав назву за селом Гжель Московської області Росії.